# Commonwealth Games 2002/Boxen
Bei den 17. Commonwealth Games 2002 in Manchester fanden zwölf Wettbewerbe im Boxen statt. Austragungsort war die Manchester Evening News Arena.

## Leichtfliegengewicht (bis 48 kg)
| Platz | Land | Sportler       |
| ----- | ---- | -------------- |
| 1     | IND  | Md Ali Qamar   |
| 2     | ENG  | Darran Langley |
| 3     | MAS  | Zamzai Mohamad |
| 3     | NGR  | Taoreed Ajagbe |

Finale:
3. August 2002, 14:00 Uhr

## Fliegengewicht (bis 51 kg)
| Platz | Land | Sportler           |
| ----- | ---- | ------------------ |
| 1     | ZAM  | Kennedy Kanyanta   |
| 2     | BOT  | Lechedzani Luza    |
| 3     | RSA  | Nzimeni Msutu      |
| 3     | CAN  | Sebastien Gauthier |

Finale:
3. August 2002, 14:15 Uhr

## Bantamgewicht (bis 54 kg)
| Platz | Land | Sportler            |
| ----- | ---- | ------------------- |
| 1     | AUS  | Justin Kane         |
| 2     | CAN  | Andrew Singh Kooner |
| 3     | ENG  | Mark Moran          |
| 3     | LES  | Ezekiel Letuka      |

Finale: 3. August 2002, 14:40 Uhr

## Federgewicht (bis 57 kg)
| Platz | Land | Sportler        |
| ----- | ---- | --------------- |
| 1     | PAK  | Haider Ali      |
| 2     | IND  | Som Bahadur Pun |
| 3     | NAM  | Veikko Josua    |
| 3     | CAN  | Benoît Gaudet   |

Finale: 3. August 2002, 15:05 Uhr

## Leichtgewicht (bis 60 kg)
| Platz | Land | Sportler         |
| ----- | ---- | ---------------- |
| 1     | WAL  | Jamie Arthur     |
| 2     | ZAM  | Dennis Zimba     |
| 3     | ENG  | Andrew Morris    |
| 3     | BOT  | Gilbert Khunwane |

Finale: 3. August 2002, 15:30 Uhr

## Leichtweltergewicht (bis 64 kg)
| Platz | Land | Sportler         |
| ----- | ---- | ---------------- |
| 1     | ENG  | Darren Barker    |
| 2     | UGA  | Mohammed Kayongo |
| 3     | ZAM  | Davies Mwale     |
| 3     | NGR  | Davidson Emenogu |

Finale: 3. August 2002, 15:55 Uhr

## Weltergewicht (bis 67 kg)
| Platz | Land | Sportler       |
| ----- | ---- | -------------- |
| 1     | AUS  | Daniel Geale   |
| 2     | RSA  | Kwanele Zulu   |
| 3     | NZL  | Daniel Codling |
| 3     | NAM  | Ali Nuumbembe  |

Finale: 3. August 2002, 16:20 Uhr

## Leichtes Mittelgewicht (bis 71 kg)
| Platz | Land | Sportler                 |
| ----- | ---- | ------------------------ |
| 1     | CAN  | Jean Pascal              |
| 2     | ENG  | Paul Smith               |
| 3     | BAR  | Junior Sylvest Greenidge |
| 3     | SCO  | Craig McEwan             |

Finale: 3. August 2002, 16:45 Uhr

## Mittelgewicht (bis 75 kg)
| Platz | Land | Sportler        |
| ----- | ---- | --------------- |
| 1     | AUS  | Paul Miller     |
| 2     | ENG  | Steven Birch    |
| 3     | IND  | Jitender Kumar  |
| 3     | CAN  | Michael Walchuk |

Finale: 3. August 2002, 17:10 Uhr

## Leichtschwergewicht (bis 81 kg)
| Platz | Land | Sportler           |
| ----- | ---- | ------------------ |
| 1     | NGR  | Jegbefumere Albert |
| 2     | UGA  | Joseph Lubega      |
| 3     | RSA  | Daniel Jan Venter  |
| 3     | AUS  | Ben McEachran      |

Finale: 3. August 2002, 17:35 Uhr

## Schwergewicht (bis 91 kg)
| Platz | Land | Sportler         |
| ----- | ---- | ---------------- |
| 1     | CAN  | Jason Douglas    |
| 2     | TRI  | Kertson Manswell |
| 3     | NZL  | Shane Cameron    |
| 3     | SCO  | Andrew Young     |

Finale: 3. August 2002, 18:00 Uhr

## Superschwergewicht (über 91 kg)
| Platz | Land | Sportler              |
| ----- | ---- | --------------------- |
| 1     | ENG  | David Dolan           |
| 2     | CAN  | David Cadieux         |
| 3     | WAL  | Kevin Llewwllyn Evans |
| 3     | NGR  | Gozie Dijeh           |

Finale: 3. August 2002, 18:25 Uhr

## Medaillenspiegel
| Platz | Land                | Gold | Silber | Bronze | Gesamt |
| ----- | ------------------- | ---- | ------ | ------ | ------ |
| 1     | Australien          | 3    | -      | 1      | 4      |
| 2     | England             | 2    | 3      | 2      | 7      |
| 3     | Kanada              | 2    | 2      | 3      | 7      |
| 4     | Indien              | 1    | 1      | 1      | 3      |
| 4     | Sambia              | 1    | 1      | 1      | 3      |
| 6     | Nigeria             | 1    | -      | 3      | 4      |
| 7     | Wales               | 1    | -      | 1      | 2      |
| 8     | Pakistan            | 1    | -      | -      | 1      |
| 9     | Uganda              | -    | 2      | -      | 2      |
| 10    | Südafrika           | -    | 1      | 2      | 3      |
| 11    | Botswana            | -    | 1      | 1      | 2      |
| 12    | Trinidad und Tobago | -    | 1      | -      | 1      |
| 13    | Namibia             | -    | -      | 2      | 2      |
| 13    | Neuseeland          | -    | -      | 2      | 2      |
| 13    | Schottland          | -    | -      | 2      | 2      |
| 16    | Barbados            | -    | -      | 1      | 1      |
| 16    | Lesotho             | -    | -      | 1      | 1      |
| 16    | Malaysia            | -    | -      | 1      | 1      |